# Simulium raohense
Simulium raohense är en tvåvingeart som beskrevs av Cai och Yao 2006. Simulium raohense ingår i släktet Simulium och familjen knott. Inga underarter finns listade i Catalogue of Life.